# Troglochernes imitans
Troglochernes imitans är en spindeldjursart som beskrevs av Beier 1969. Troglochernes imitans ingår i släktet Troglochernes och familjen blindklokrypare. Inga underarter finns listade i Catalogue of Life.